# Paul Sinibaldi
Pour les articles homonymes, voir Sinibaldi.
Paul Sinibaldi est un footballeur international français né le 3 décembre 1921 à Montemaggiore (Corse, actuelle Haute-Corse) et mort le 1er avril 2018 à Gassin (Var). 
Il a fait l'essentiel de sa carrière comme gardien de but au Stade de Reims. À sa mort, l'ancien portier était le plus vieil international en vie.

## Biographie
Après des débuts en amateur au Sporting Victor Hugo (SVH) de Marseille, Paul Sinibaldi rejoint le club professionnel du Toulouse FC, puis celui du Nîmes Olympique. Mais c'est à partir de 1948, lorsqu'il est recruté par le Stade de Reims, qu'il a commencé à avoir sa notoriété. Dès sa première saison dans le club champenois, il s'impose comme le gardien titulaire de l'équipe. 
Il participe à l'ascension des rouges et blancs dans le football français et européen : il est champion de France en 1949 puis remporte la Coupe de France en 1950. 
Cette même année, il est sélectionné en équipe de France : le 4 juin, il joue un match amical au stade du Heysel, perdu contre la Belgique, 4 à 1. Les Français alors inexpérimentés avaient dans leurs rangs 9 nouveaux joueurs mais aucun meneur de jeu. Cette sélection en équipe de France, sera sans suite.
En 1953 et en 1955, il remporte à nouveau le Championnat de France. Il gagne aussi la Coupe Latine, ancêtre de la Ligue des champions en 1953. Et, il est encore finaliste de cette épreuve en 1955. Mais des blessures et sa baisse de rendement lui font perdre sa place de titulaire à partir de mars 1956. Son remplaçant, René-Jean Jacquet joue la finale de la première Coupe d'Europe à sa place.
Paul Sinibaldi met alors un terme à sa carrière de footballeur, et entreprend une reconversion dans le commerce. Directeur général d'une marque de sport, il sera ensuite représentant d'un fabricant de jus de fruit, puis d'une marque d'apéritif, avant de travailler pour une maison de Champagne.
Il meurt le 2 avril 2018, à 96 ans, de causes naturelles.

### Famille
Deux de ses frères étaient également footballeurs professionnels, Pierre et Noël.

## Palmarès
- Champion de France 1949, 1953 et 1955 avec le Stade de Reims
- Vainqueur de la Coupe de France 1950 avec le Stade de Reims
- Vainqueur de la Coupe Latine 1953 avec le Stade de Reims
- Finaliste de la Coupe Latine 1955 avec le Stade de Reims
- Vainqueur de la Coupe Charles Drago en 1954 avec le Stade de Reims
- International A (1 sélection en 1950, contre la Belgique)
- 268 matches en Division 1